# Cyperus rapensis
Cyperus rapensis är en halvgräsart som beskrevs av Forest Buffen Harkness Brown. Cyperus rapensis ingår i släktet papyrusar, och familjen halvgräs. Inga underarter finns listade i Catalogue of Life.